# Varga László (politikus, 1910–2003)
Varga László (Budapest, 1910. december 18. – Budapest, 2003. május 17.) magyar politikus, ügyvéd, író. 1947 és 1948 között a Demokrata Néppárt jelöltjeként, majd 1994-től 1997-ig a Kereszténydemokrata Néppárt, végül 1997-től haláláig a Fidesz jelöltjeként országgyűlési képviselő. 1994 és 2003 között az Országgyűlés korelnöke. 2002–2003-ban a KDNP elnöke. A nyugati magyar emigráció egyik vezető képviselője volt.

## Fiatalkora és tanulmányai
Elemi iskolai tanulmányait Budapesten végezte, 1929-ben szakérettségizett a Gróf Széchenyi István Felsőkereskedelmi Iskolában. 1930–31-ben katona, majd a Zrínyi Miklós Reálgimnázium diákja volt, ahol 1935-ben érettségizett le. Ugyanebben az évben beiratkozott a Pázmány Péter Tudományegyetem (ma Eötvös Loránd Tudományegyetem) Jog- és Államtudományi Karára, ahol 1939-ben diplomázott, majd 1943-ban letette az ügyvédi vizsgát.
1937-ben a Józsefvárosi Keresztény Munkásifjak Egyesületének elnökévé választották. A második világháború során részt vett a németellenes ellenállásban, ami miatt 1944-ben a Nyilas Számonkérő Szék letartóztatta. Nem sokkal előtte az ő lakásán alakult meg jogilag a Demokrata Néppárt (DNP).

## Politikai pályafutásának kezdete
1945-ben (pártközi egyezmény alapján) az FKGP színeiben a budapesti törvényhatóság képviselőjévé választották. Ekkor lett a DNP főügyésze és intézőbizottságának tagja is.
1947-ben a DNP színeiben országgyűlési képviselővé választották. Parlamenti munkája során többször támadás érte az MKP részéről, így a várható letartóztatás elől menekülve Belső Gyula segítségével 1948-ban feleségével együtt elhagyta Magyarországot.

## Emigrációban
Először Svájcban, Zürichben telepedtek le, ahol a helyi emigráció Híradó c. lapjának szerkesztője volt. 1950-ben áttelepültek New Yorkba, ahol a Szabad Európa Rádió sajtóosztályának munkatársa lett. 1964-ben otthagyta a rádiót és saját ügyvédi irodát nyitott.
Még 1953-ban a Szabad Magyar Jogászok Világszövetségének egyik alapítója lett, melynek 1956-tól 1990-ig elnöke is volt. 1985-ben az Európai Rab Nemzetek Szövetségének elnökévé választották.
Közéleti szerepvállalása mellett a New York-i Magyar Színház és Művész Egyesület megalapítója és vezetője volt. Saját színdarabjait is bemutatta a társulat.

## Hazatérése
A rendszerváltás hajnalán, 1989-ben tért haza először és azonnal bekapcsolódott a DNP utódpártjának, a Kereszténydemokrata Néppártnak a megszervezésébe. Először a párt Országos Intézőbizottságának tagja, majd Keresztes Sándor mellett a párt társelnöke lett. 1992-ben tért végleg haza, felszámolva New York-i ügyvédi irodáját. Ekkor Göncz Árpád köztársasági elnök Jeszenszky Géza akkori külügyminiszter javaslatára rendkívüli követté és meghatalmazott miniszterré nevezte ki.
1991-ben a párt elnökhelyettesévé választották. Az 1994-es országgyűlési választáson bejutott az Országgyűlésbe, melynek mint legidősebb tagja a korelnöke is lett. Az alkotmányelőkészítő bizottság tagja volt. Az 1997-es pártszakadást követően a Magyar Kereszténydemokrata Szövetség alapítója lett és még ugyanebben az évben csatlakozott a Fidesz országgyűlési képviselőcsoportjához. 1998-ban és 2002-ben a Fidesz országos listájáról szerzett mandátumot. Ahogy 1994-ben is, ezen két választás után is korelnökként ő nyitotta meg az országgyűlést.
2002-ben bírósági határozat állította vissza a KDNP 1997 előtti állapotát és Varga Lászlót bízta meg a párt vezetésével. Ugyanebben az évben a Fidesz-közeli Áprilisi Ifjak Egyesület alapító elnöke volt. 2003-ban a párt XVII. kerületi szervezetének egy összejövetelén elesett, megsérült, kórházba kellett szállítani, ahol pár nappal később elhunyt.

## Családja

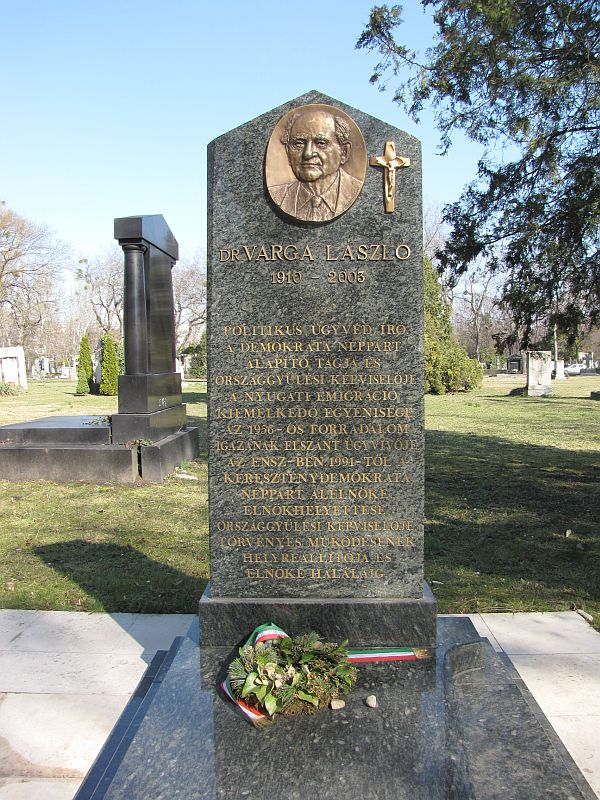
Varga László sírja Budapesten. Kerepesi temető 35.

Háromszor nősült, első felesége Maróthy Margit házasságkötésük után négy hónappal tüdővészben elhunyt. Második felesége Sebesta Niké 1957-ben hunyt el, tizenegy évi házasság után. 'Niké naplója' címmel halála után megjelentette a személyes naplóját. Harmadik felesége a chilei származású Mercedes Miranda volt. Gyermeke nem született.

## Főbb művei
- Legyen igazság! Varga László előadásai; EMSZO, Bp., 1938 (EMSZO)
- A magyarországi kényszermunka rendszer jogi vonatkozásai; Magyar Nemzeti Bizottmány, New York, 1954
- Human Rights in Hungary (1967)
- Kérem a vádlott felmentését!; szerzői, Youngstown, 1979
- A Fecske utca és a Park Avenue sarkán; Püski–Corvin, New York, 1984
- Színművek; New York Publising, New York, 1986
- New Yorktól Mallorcáig, és vissza; New York Publishing–Hazánk, New York–Boardman, 1987
- Végzetes levél (színdarab, 1988)
- Kossuth, vagy Széchenyi (színdarab, 1988)[2]
- A nászinduló (színdarab, 1989)
- Jelesek és elbukottak. Történik Budapesten 1939-47 között; Babits, Szekszárd, 1990
- Éjféli ígéret (színdarab, 1996)
- A nagy hal (színdarab, 1999)
- Fények a ködben. Egy életút a nemzet szolgálatában; szerk., komment. Tamási Orosz János; Médiamix, Salgótarján, 2002

## Kitüntetése
- A Magyar Köztársasági Érdemrend középkeresztje a csillaggal (2000)